# Campeonato Mundial de Baloncesto Femenino Sub-19 de 1985
El I Campeonato Mundial de Baloncesto Femenino Sub-19  se realizó en Colorado Springs, Estados Unidos, entre el 13 y el 21 de agosto de 1985.
El campeonato contó con la participación de 10 selecciones nacionales de baloncesto sub-19. La Unión Soviética fue la primera campeona de la historia de este torneo, tras vencer a Corea del Sur en la final por 80-75.

## Clasificados
| Competición                                    | Fecha                  | Sede   | Plazas | Equipos clasificados              |
| ---------------------------------------------- | ---------------------- | ------ | ------ | --------------------------------- |
| País anfitrión                                 | —                      | —      | 1      | Estados Unidos                    |
| FIBA Américas                                  | —                      | —      | 2      | Canadá Cuba                       |
| Campeonato FIBA Europa Femenino Sub-18 de 1984 | 24–31 de julio de 1988 | Toledo | 3      | Yugoslavia Unión Soviética España |
| Campeonato FIBA África Femenino Sub-18 de 1985 | —                      | Acra   | 1      | Senegal                           |
| Campeonato FIBA Asia Femenino Sub-18 de 1984   | 7–19 de abril de 1984  | Seúl   | 2      | China Corea del Sur               |
| FIBA Oceanía                                   | —                      | —      | 1      | Australia                         |
| Total                                          | Total                  | Total  | 10     | 10                                |

1. ↑  Se desconoce como fue el clasificatorio en FIBA Américas mediante el cual se clasificaron Canadá y Cuba .
2. ↑  Se desconoce por qué Checoslovaquia, que terminó tercera en el campeonato europeo, no participó; en su lugar lo hizo España, cuarta clasificada.

## Organización

### Sedes
| Colorado Springs                      |
| Colorado Springs                      |
| United States Olympic Training Center |
|                                       |

### Sorteo de grupos
Los grupos quedaron distribuidos de la siguiente forma:
| Grupo A                                | Grupo B                                                         |
| -------------------------------------- | --------------------------------------------------------------- |
| Canadá China España Senegal Yugoslavia | Australia Corea del Sur Cuba Estados Unidos (H) Unión Soviética |

### Formato
Fase de grupos
En esta primera fase, los 10 países se dividieron en 2 grupos de 5 equipos cada uno. Se enfrontaron todos contra todos a partido único. Los dos mejores equipos pasaron directamente a semifinales, los equipos clasificados en el segundo y tercer lugar pasaron al cuadro de clasificación del 5.º al 8.º lugar, y los peores equipos de cada grupo se enfrentaron por el 9.º lugar. 
Fase final
Esta fase constó de las semifinales (donde se enfrentaron A1-B2 y A2-B1), el partido por la medalla de bronce y la final, así como del cuadro de clasificación del 5.º-8.º lugar (A3-B4 y A4-B3) y el partido por el 9.º lugar (A5-B5).

## Fase de grupos
Todos los horarios corresponden al huso horario local (GMT+3).

### Grupo A
| Pos. | Equipo     | PJ | G | P | PF  | PC  | DP   | Pts | Clasificación |
| ---- | ---------- | -- | - | - | --- | --- | ---- | --- | ------------- |
| 1    | Yugoslavia | 4  | 4 | 0 | 375 | 204 | +171 | 8   | Semifinales   |
| 2    | China      | 4  | 3 | 1 | 323 | 288 | +35  | 7   | Semifinales   |
| 3    | España     | 4  | 2 | 2 | 279 | 287 | −8   | 6   | 5.º-8.º lugar |
| 4    | Canadá     | 4  | 1 | 3 | 239 | 330 | −91  | 5   | 5.º-8.º lugar |
| 5    | Senegal    | 4  | 0 | 4 | 181 | 288 | −107 | 4   | 9.º lugar     |

 Fuente: FIBA
Jornada 1
| 13 de agosto | Senegal                            | 50–71                              | España                             | Colorado Springs                                |  |
| 13:00        | Marcador por tiempos: 21-27, 29-44 | Marcador por tiempos: 21-27, 29-44 | Marcador por tiempos: 21-27, 29-44 |                                                 |  |
|              | Estadísticas S. Thiam 15           | Reporte Pts                        | Estadísticas 13 W. Geuer           | Pabellón: United States Olympic Training Center |  |

| 13 de agosto | China                              | 58–92                              | Yugoslavia                         | Colorado Springs                                |  |
| 20:00        | Marcador por tiempos: 31-51, 27-41 | Marcador por tiempos: 31-51, 27-41 | Marcador por tiempos: 31-51, 27-41 |                                                 |  |
|              | Estadísticas Wang 20               | Reporte Pts                        | Estadísticas 17 B. Milošević       | Pabellón: United States Olympic Training Center |  |

Jornada 2
| 14 de agosto | España                             | 43–91                              | Yugoslavia                         | Colorado Springs                                |  |
| 15:00        | Marcador por tiempos: 20-47, 23-44 | Marcador por tiempos: 20-47, 23-44 | Marcador por tiempos: 20-47, 23-44 |                                                 |  |
|              | Estadísticas W. Geuer 23           | Reporte Pts                        | Estadísticas 19 B. Milošević       | Pabellón: United States Olympic Training Center |  |

| 14 de agosto | Canadá                             | 65–95                              | China                              | Colorado Springs                                |  |
| 18:00        | Marcador por tiempos: 36-45, 29-50 | Marcador por tiempos: 36-45, 29-50 | Marcador por tiempos: 36-45, 29-50 |                                                 |  |
|              | Estadísticas M. Kowal 27           | Reporte Pts                        | Estadísticas 23 Wang               | Pabellón: United States Olympic Training Center |  |

Jornada 3
| 15 de agosto | Canadá                             | 51–46                              | Senegal                            | Colorado Springs                                |  |
| 13:00        | Marcador por tiempos: 29-15, 22-31 | Marcador por tiempos: 29-15, 22-31 | Marcador por tiempos: 29-15, 22-31 |                                                 |  |
|              | Estadísticas M. Kowal 16           | Reporte Pts                        | Estadísticas 18 A. N'Dong          | Pabellón: United States Olympic Training Center |  |

| 15 de agosto | China                                           | TE 87–85                                        | España                                          | Colorado Springs                                |  |
| 15:00        | Marcador por tiempos: 39-30, 38-47 (T.E.: 10-8) | Marcador por tiempos: 39-30, 38-47 (T.E.: 10-8) | Marcador por tiempos: 39-30, 38-47 (T.E.: 10-8) |                                                 |  |
|              | Estadísticas Wang 24                            | Reporte Pts                                     | Estadísticas 23 C. Jiménez                      | Pabellón: United States Olympic Training Center |  |

Jornada 4
| 16 de agosto | China                              | 83–46                              | Senegal                            | Colorado Springs                                |  |
| 13:00        | Marcador por tiempos: 39-28, 44-18 | Marcador por tiempos: 39-28, 44-18 | Marcador por tiempos: 39-28, 44-18 |                                                 |  |
|              | Estadísticas Li Z. 19              | Reporte Pts                        | Estadísticas 22 A. N'Dong          | Pabellón: United States Olympic Training Center |  |

| 16 de agosto | Canadá                             | 64–109                             | Yugoslavia                         | Colorado Springs                                |  |
| 15:00        | Marcador por tiempos: 34-55, 30-54 | Marcador por tiempos: 34-55, 30-54 | Marcador por tiempos: 34-55, 30-54 |                                                 |  |
|              | Estadísticas M. Kowal 18           | Reporte Pts                        | Estadísticas 27 A. Pukšić          | Pabellón: United States Olympic Training Center |  |

Jornada 5
| 17 de agosto | Canadá                             | 59–80                              | España                             | Colorado Springs                                |  |
| 13:00        | Marcador por tiempos: 38-44, 21-36 | Marcador por tiempos: 38-44, 21-36 | Marcador por tiempos: 38-44, 21-36 |                                                 |  |
|              | Estadísticas N. Innes 9            | Reporte Pts                        | Estadísticas 18 W. Geuer           | Pabellón: United States Olympic Training Center |  |

| 17 de agosto | Senegal                            | 39–83                              | Yugoslavia                         | Colorado Springs                                |  |
| 15:00        | Marcador por tiempos: 16-46, 23-37 | Marcador por tiempos: 16-46, 23-37 | Marcador por tiempos: 16-46, 23-37 |                                                 |  |
|              | Estadísticas A. N'Dong 14          | Reporte Pts                        | Estadísticas 14 Z. Počeković       | Pabellón: United States Olympic Training Center |  |

### Grupo B
| Pos. | Equipo          | PJ | G | P | PF  | PC  | DP  | Pts | Clasificación |
| ---- | --------------- | -- | - | - | --- | --- | --- | --- | ------------- |
| 1    | Corea del Sur   | 4  | 3 | 1 | 337 | 337 | 0   | 7   | Semifinales   |
| 2    | Unión Soviética | 4  | 3 | 1 | 364 | 295 | +69 | 7   | Semifinales   |
| 3    | Estados Unidos  | 4  | 2 | 2 | 308 | 307 | +1  | 6   | 5.º-8.º lugar |
| 4    | Australia       | 4  | 1 | 3 | 285 | 320 | −35 | 5   | 5.º-8.º lugar |
| 5    | Cuba            | 4  | 1 | 3 | 288 | 323 | −35 | 5   | 9.º lugar     |

 Fuente: FIBA
Notas:
1. 1 2  Corea del Sur 91-88 Unión Soviética
2. 1 2  Australia 64-62 Cuba

Jornada 1
| 13 de agosto | Australia                          | 64–62                              | Cuba                               | Colorado Springs                                |  |
| 15:00        | Marcador por tiempos: 37-42, 27-20 | Marcador por tiempos: 37-42, 27-20 | Marcador por tiempos: 37-42, 27-20 |                                                 |  |
|              | Estadísticas S. Russel 15          | Reporte Pts                        | Estadísticas 20 M. León            | Pabellón: United States Olympic Training Center |  |

| 13 de agosto | Corea del Sur                      | 76–70                              | Estados Unidos                     | Colorado Springs                                |  |
| 18:00        | Marcador por tiempos: 34-44, 42-26 | Marcador por tiempos: 34-44, 42-26 | Marcador por tiempos: 34-44, 42-26 |                                                 |  |
|              | Estadísticas A. Yung 27            | Reporte Pts                        | Estadísticas 18 A. Jones           | Pabellón: United States Olympic Training Center |  |

Jornada 2
| 14 de agosto | Australia                          | 62–79                              | Estados Unidos                     | Colorado Springs                                |  |
| 11:00        | Marcador por tiempos: 29-48, 33-31 | Marcador por tiempos: 29-48, 33-31 | Marcador por tiempos: 29-48, 33-31 |                                                 |  |
|              | Estadísticas S. Sandie 17          | Reporte Pts                        | Estadísticas 22 A. Jones           | Pabellón: United States Olympic Training Center |  |

| 14 de agosto | Corea del Sur                      | 91–88                              | Unión Soviética                    | Colorado Springs                                |  |
| 20:00        | Marcador por tiempos: 50-47, 41-41 | Marcador por tiempos: 50-47, 41-41 | Marcador por tiempos: 50-47, 41-41 |                                                 |  |
|              | Estadísticas K. Choi 33            | Reporte Pts                        | Estadísticas 22 Kuznetsova         | Pabellón: United States Olympic Training Center |  |

Jornada 3
| 15 de agosto | Cuba                               | 61–96                              | Unión Soviética                    | Colorado Springs                                |  |
| 18:00        | Marcador por tiempos: 28-51, 33-45 | Marcador por tiempos: 28-51, 33-45 | Marcador por tiempos: 28-51, 33-45 |                                                 |  |
|              | Estadísticas D. Henry 15           | Reporte Pts                        | Estadísticas 18 Kafanova           | Pabellón: United States Olympic Training Center |  |

| 15 de agosto | Australia                          | 87–95                              | Corea del Sur                      | Colorado Springs                                |  |
| 20:00        | Marcador por tiempos: 40-53, 47-42 | Marcador por tiempos: 40-53, 47-42 | Marcador por tiempos: 40-53, 47-42 |                                                 |  |
|              | Estadísticas M. Timms 27           | Reporte Pts                        | Estadísticas 24 L. Kun-Gin         | Pabellón: United States Olympic Training Center |  |

Jornada 4
| 16 de agosto | Cuba                               | 92–75                              | Corea del Sur                      | Colorado Springs                                |  |
| 18:00        | Marcador por tiempos: 53-32, 39-43 | Marcador por tiempos: 53-32, 39-43 | Marcador por tiempos: 53-32, 39-43 |                                                 |  |
|              | Estadísticas R. Hernández 34       | Reporte Pts                        | Estadísticas 17 L. Kun-Gin         | Pabellón: United States Olympic Training Center |  |

| 16 de agosto | Estados Unidos                     | 71–96                              | Unión Soviética                    | Colorado Springs                                |  |
| 20:00        | Marcador por tiempos: 32-48, 39-48 | Marcador por tiempos: 32-48, 39-48 | Marcador por tiempos: 32-48, 39-48 |                                                 |  |
|              | Estadísticas F. Jackson 13         | Reporte Pts                        | Estadísticas 25 Tornikidu          | Pabellón: United States Olympic Training Center |  |

Jornada 5
| 17 de agosto | Cuba                               | 73–88                              | Estados Unidos                     | Colorado Springs                                |  |
| 18:00        | Marcador por tiempos: 37-44, 36-44 | Marcador por tiempos: 37-44, 36-44 | Marcador por tiempos: 37-44, 36-44 |                                                 |  |
|              | Estadísticas D. Henry 23           | Reporte Pts                        | Estadísticas 21 A. Jones           | Pabellón: United States Olympic Training Center |  |

| 17 de agosto | Australia                          | 72–84                              | Unión Soviética                    | Colorado Springs                                |  |
| 20:00        | Marcador por tiempos: 38-46, 34-38 | Marcador por tiempos: 38-46, 34-38 | Marcador por tiempos: 38-46, 34-38 |                                                 |  |
|              | Estadísticas K. Elsden 17          | Reporte Pts                        | Estadísticas 16 Tornikidu          | Pabellón: United States Olympic Training Center |  |

## Fase final

### Partido por el 9.º lugar
| 21 de agosto | Senegal                            | 47–85                              | Cuba                               | Colorado Springs                                |  |
| 11:00        | Marcador por tiempos: 25-46, 22-39 | Marcador por tiempos: 25-46, 22-39 | Marcador por tiempos: 25-46, 22-39 |                                                 |  |
|              | Estadísticas M. Mattymbengue 13    | Reporte Pts                        | Estadísticas 19 M. León            | Pabellón: United States Olympic Training Center |  |

### Cuadro por el 5.º-8.º lugar
|  | Semifinales 5.º-8.º | Semifinales 5.º-8.º | Semifinales 5.º-8.º |                |           | Partido 5.º lugar | Partido 5.º lugar | Partido 5.º lugar |  |
|  | 19 de agosto        | 19 de agosto        | 19 de agosto        |                |           | 21 de agosto      | 21 de agosto      | 21 de agosto      |  |
|  |                     |                     |                     |                |           |                   |                   |                   |  |
|  |                     |                     |                     |                |           |                   |                   |                   |  |
|  | A3                  | España              | 64                  |                |           |                   |                   |                   |  |
|  | A3                  | España              | 64                  |                |           |                   |                   |                   |  |
|  | B4                  | Australia           | 76                  |                |           |                   |                   |                   |  |
|  | B4                  | Australia           | 76                  |                | Australia | Australia         | 62                |                   |  |
|  |                     |                     |                     |                | Australia | Australia         | 62                |                   |  |
|  |                     |                     | Estados Unidos      | Estados Unidos | 72        |                   |                   |                   |  |
|  | B3                  | Estados Unidos      | Estados Unidos      | Estados Unidos | 72        | 84                |                   |                   |  |
|  | B3                  | Estados Unidos      |                     |                |           | 84                |                   |                   |  |
|  | A4                  | Canadá              | 47                  |                |           | Partido 7.º lugar | Partido 7.º lugar | Partido 7.º lugar |  |
|  | A4                  | Canadá              | 47                  |                |           | Partido 7.º lugar | Partido 7.º lugar | Partido 7.º lugar |  |
|  |                     |                     |                     |                |           |                   |                   |                   |  |
|  |                     |                     |                     |                |           | España            | España            | 78                |  |
|  |                     |                     |                     |                |           | España            | España            | 78                |  |
|  |                     |                     |                     |                |           | Canadá            | Canadá            | 67                |  |
|  |                     |                     |                     |                |           | Canadá            | Canadá            | 67                |  |
|  |                     |                     |                     |                |           |                   |                   |                   |  |

#### Semifinales del 5.º–8.º lugar
| 19 de agosto | España                             | 64–76                              | Australia                          | Colorado Springs                                |  |
| 13:00        | Marcador por tiempos: 34-40, 30-36 | Marcador por tiempos: 34-40, 30-36 | Marcador por tiempos: 34-40, 30-36 |                                                 |  |
|              | Estadísticas M. Messa 28           | Reporte Pts                        | Estadísticas 16 M. Timms           | Pabellón: United States Olympic Training Center |  |

| 19 de agosto | Canadá                             | 47–84                              | Estados Unidos                                  | Colorado Springs                                |  |
| 15:00        | Marcador por tiempos: 36-47, 11-37 | Marcador por tiempos: 36-47, 11-37 | Marcador por tiempos: 36-47, 11-37              |                                                 |  |
|              | Estadísticas M. Kowal 26           | Reporte Pts                        | Estadísticas 10 M. Bolton, F. Jackson, A. Jones | Pabellón: United States Olympic Training Center |  |

#### Partido por el 7.º lugar
| 21 de agosto | Canadá                             | 67–78                              | España                             | Colorado Springs                                |  |
| 13:00        | Marcador por tiempos: 33-44, 34-34 | Marcador por tiempos: 33-44, 34-34 | Marcador por tiempos: 33-44, 34-34 |                                                 |  |
|              | Estadísticas M. Kowal 18           | Reporte Pts                        | Estadísticas 18 T. Ruiz            | Pabellón: United States Olympic Training Center |  |

#### Partido por el 5.º lugar
| 21 de agosto | Estados Unidos                        | 72–62                              | Australia                          | Colorado Springs                                |  |
| 15:00        | Marcador por tiempos: 39-27, 33-35    | Marcador por tiempos: 39-27, 33-35 | Marcador por tiempos: 39-27, 33-35 |                                                 |  |
|              | Estadísticas M. Bolton, D. Royster 17 | Reporte Pts                        | Estadísticas 15 D. Slimmon         | Pabellón: United States Olympic Training Center |  |

### Cuadro final
|  | Semifinales  | Semifinales     | Semifinales   |               |                 | Final           | Final      | Final      |  |
|  | 19 de agosto |                 |               |               |                 |                 |            |            |  |
|  |              |                 |               |               |                 |                 |            |            |  |
|  |              |                 |               |               |                 |                 |            |            |  |
|  | A1           | Yugoslavia      | 76            |               |                 |                 |            |            |  |
|  | A1           | Yugoslavia      | 76            |               |                 |                 |            |            |  |
|  | B2           | Unión Soviética | 78            |               |                 |                 |            |            |  |
|  | B2           | Unión Soviética | 78            |               | Unión Soviética | Unión Soviética | 80         |            |  |
|  |              |                 |               |               | Unión Soviética | Unión Soviética | 80         |            |  |
|  |              |                 | Corea del Sur | Corea del Sur | 75              |                 |            |            |  |
|  | B1           | Corea del Sur   | Corea del Sur | Corea del Sur | 75              | 89              |            |            |  |
|  | B1           | Corea del Sur   |               |               |                 | 89              |            |            |  |
|  | A2           | China           | 78            |               |                 | 3.º puesto      | 3.º puesto | 3.º puesto |  |
|  | A2           | China           | 78            |               |                 | 3.º puesto      | 3.º puesto | 3.º puesto |  |
|  |              |                 |               |               |                 |                 |            |            |  |
|  |              |                 |               |               |                 | Yugoslavia      | Yugoslavia | 86         |  |
|  |              |                 |               |               |                 | Yugoslavia      | Yugoslavia | 86         |  |
|  |              |                 |               |               |                 | China           | China      | 63         |  |
|  |              |                 |               |               |                 | China           | China      | 63         |  |
|  |              |                 |               |               |                 |                 |            |            |  |

#### Semifinales
| 19 de agosto | Yugoslavia                         | 76–78 TE                           | Unión Soviética                    | Colorado Springs                                |  |
| 18:00        | Marcador por tiempos: 31-27, 10-12 | Marcador por tiempos: 31-27, 10-12 | Marcador por tiempos: 31-27, 10-12 |                                                 |  |
|              | Estadísticas B. Milošević 36       | Reporte Pts                        | Estadísticas 15 Tornikidu          | Pabellón: United States Olympic Training Center |  |

| 19 de agosto | China                              | 78–89                              | Corea del Sur                      | Colorado Springs                                |  |
| 20:00        | Marcador por tiempos: 33-50, 45-39 | Marcador por tiempos: 33-50, 45-39 | Marcador por tiempos: 33-50, 45-39 |                                                 |  |
|              | Estadísticas Li Z. 14              | Reporte Pts                        | Estadísticas 27 K. Choi            | Pabellón: United States Olympic Training Center |  |

#### Partido por la medalla de bronce
| 21 de agosto | Yugoslavia                         | 86–63                              | China                                  | Colorado Springs                                |  |
| 18:00        | Marcador por tiempos: 48-27, 38-36 | Marcador por tiempos: 48-27, 38-36 | Marcador por tiempos: 48-27, 38-36     |                                                 |  |
|              | Estadísticas A. Arbutina 23        | Reporte Pts                        | Estadísticas 11 Sun Y., Guo X., Liu W. | Pabellón: United States Olympic Training Center |  |

#### Final
| 21 de agosto | Unión Soviética                    | 80–75                              | Corea del Sur                      | Colorado Springs                                |  |
| 20:00        | Marcador por tiempos: 45-41, 35-34 | Marcador por tiempos: 45-41, 35-34 | Marcador por tiempos: 45-41, 35-34 |                                                 |  |
|              | Estadísticas Gerlits 27            | Reporte Pts                        | Estadísticas 20 K. Choi            | Pabellón: United States Olympic Training Center |  |

| Bandera de la Unión Soviética       |
| Campeón Unión Soviética 1.er título |

## Medallero
| Corea del Sur | Unión Soviética | Yugoslavia |

## Clasificación final
| Pos.              | Equipo          | Pts | G-P | PF  | PC  | Dif. |
| ----------------- | --------------- | --- | --- | --- | --- | ---- |
| Medalla de oro    | Unión Soviética | 11  | 5-1 | 522 | 446 | +76  |
| Medalla de plata  | Corea del Sur   | 10  | 4-2 | 501 | 495 | +6   |
| Medalla de bronce | Yugoslavia      | 11  | 5-1 | 537 | 345 | +192 |
| 4                 | China           | 9   | 3-3 | 464 | 463 | +1   |
| 5                 | Estados Unidos  | 10  | 4-2 | 464 | 416 | +48  |
| 6                 | Australia       | 8   | 2-4 | 423 | 456 | -33  |
| 7                 | España          | 9   | 3-3 | 421 | 430 | -9   |
| 8                 | Canadá          | 7   | 1-5 | 353 | 492 | -139 |
| 9                 | Cuba            | 7   | 2-3 | 373 | 370 | +3   |
| 10                | Senegal         | 5   | 0-5 | 228 | 373 | -145 |

Fuente: FIBA